# Andjou
Andjou est un village du Cameroun situé dans le département du Haut-Nyong et la région de l'Est.
Il fait partie de la commune d’Angossas.

## Population
En 1966-1967, on y a dénombré 238 habitants.
Lors du recensement de 2005, Abala comptait 338 habitants.

## Infrastructure
Selon le Plan Communal de Développement d’Angossas (2012), Andjou fait partie du secteur ayant des difficultés à une éducation de qualité et des difficultés d'accès à l'eau potable, de ce fait, une réhabilitation de trois salles de classe et l'aménagement de cinq sources ont été envisagés par PCD (Plan Communaux de Développement) Cameroun.